# Kanagava prefektúra
Kanagava prefektúra (神奈川県; Hepburn: Kanagawa-ken) Japánban, Kantó régió déli részén található prefektúra. Fővárosa Jokohama.

## Történelem
A prefektúrában található néhány a dzsómon korból származó régészeti lelet. Nagyjából 3000 évvel ezelőtt kitört a Hakone hegy, aminek következtében a prefektúra nyugati részén létrejött az Asi tó.
Az 5. század után a Jamato-dinasztia uralkodott ezen a területen. Az ókorban nagyon ritkán lakták ezt a területet.
A közép-Szagamiban található Kamakura volt japán fővárosa a Kamakura-korban.
A középkori japánban Kanagava Szagami és Muszasi tartományok része volt.
Az Edo-korban Szagami tartomány nyugati részét az Odavara kastély daimjója kormányozta, míg a keleti rész közvetlenül a Tokugava sógunátus alá tartozott Edóban.
Matthew Perry ezredes Kanagavában kötött ki, és írta alá 1853-ban, és 1854-ben a Kanagavai megállapodást, hogy Amerika felé megnyissák a kikötőiket. Jokohamát, a Tokiói-öböl legnagyobb mélyvízi kikötőjét több éves külföldi nyomás után 1859-ben megnyitották a világ felé, amiből végül japán legnagyobb kereskedési kikötőjévé fejlődött. A közeli Jokoszukában, ami az öböl torkolatához közelebb fekszik hadikikötővé fejlődött, és jelenleg is az Amerikai Egyesült Államok 7. flottájának főhadiszállásaként, és a Japán Tengerészeti Véderő főhadiszállásaként szolgál. A Meidzsi-kor után sok külföldi telepedett le Jokohamában. A Meidzsi kormány építette japán első vasútját 1872-ben, Sinbasitól Jokohamáig.
Az 1923-as nagy Kantói földrengés epicentruma mélyen a Szagami öbölben lévő Izu Ósima sziget alatt volt. A pusztítása kiterjedt Tokióra, Jokohamára, Csiba prefektúrára, Kanagavára, és Sizuoka prefektúrára, és hatalmas pusztításokat végzett a Kantó régióban. A tenger 400 métert hátrált Manazuru partjától, és hatalmas erővel özönlött vissza elárasztva a Micusi szigetet. Kamakurában az áldozatok száma meghaladta a kétezret.
Jokohama, Kavaszaki, és több nagyobb város súlyos károkat szenvedett az 1945-ös amerikai bombázás során, több ezer áldozatot követelve. A háború után Douglas MacArthur tábornok, a japán megszállás vezetője Kanagavában kötött ki, mielőtt tovább ment volna. Még a mai napig maradtak amerikai katonai bázisok Kanagavában.
1945-ben Kanagava volt a 15. legnépesebb prefektúra, nagyjából 1,9 millió lakossal. A háború után gyors urbanizálódás ment végbe. 2014 szeptember 1-i adatok szerint a népesség nagyjából 9,1 millió. Kanagava lett a 2. legnépesebb prefektúra 2006-ban. 

## Földrajz
Kanagava egy viszonylag kicsi prefektúra, amely a Kantó-síkság délkeleti sarkában található. Észak felől Tokió, északnyugatról a Fudzsi, dél és kelet felől pedig a Szagami-öböl és a Tokiói-öböl határolja. A prefektúra keleti oldala viszonylag sík és igen urbanizált. Itt található a két nagy kikötőváros, Jokohama és Kavaszaki.
A délkeleti részen közel a Miura-félszigethez, kevesebb város található, de itt helyezkedik el az ősi Kamakura város, ami templomaival és szentélyeivel vonzza a turistákat. A nyugati rész, nyugatról Jamanasi prefektúrával és Sizuoka prefektúrával határolva, inkább hegyvidék, itt találhatóak Odavara és Hakone üdülőközpontok. A terület kiterjedése 80 kilométer (50 mérföld) nyugatról keletre és 60 kilométer (37 mérföld) északról délre. Összesen 2400 négyzetméter (930 négyzetmérföld) földet foglal magába, ami Japán egész területének 0,64%-a.
2012 áprilisa óta a prefektúra teljes területének 23%-át nemzeti parknak nyilvánították, név szerint a Fudzsi-Hakone-Izu Nemzeti Park, Tanzava-Ójama Quasi-Nemzeti Park és Dzsinba Szagamiko, Manzuru Hantó, Okujuvagara és Tanzava-Ójama prefektúrai nemzeti parkok.

## Fesztiválok és rendezvények
- Tama folyó tűzijáték rendezvény

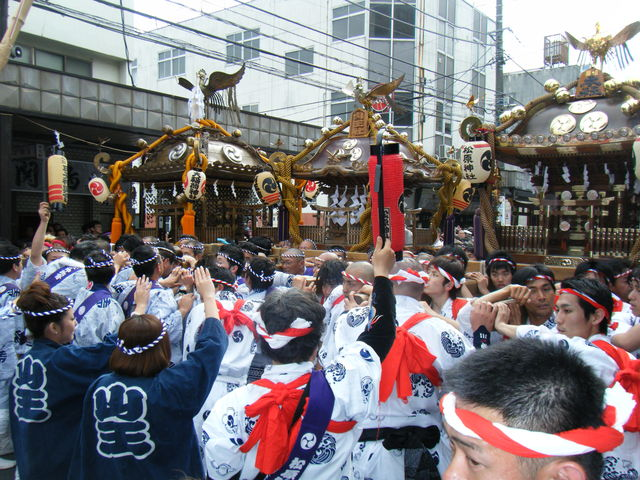
Odavara Hodzso Fesztivál

- Jokohama kikötő éves fesztivál (június)
- Kamakura Fesztivál (április)
- Hiracuka Tanabata Fesztivál (július)
- Odavara Hodzso Godai Fesztivál (május)
- Jugavara Kifune Fesztivál (július)

## Oktatás
A Kanagavai Oktatásügyi Minisztérium felügyeli az egyedülálló városi iskolakörzeteket, és a legtöbb állami középiskolát.

### Egyetemek
- Kavaszaki
  - Keio Egyetem - Sin Kavaszaki Kampusz
  - Meidzsi Egyetem - Ikuta Kampusz
  - Szensu Egyetem - Ikuta Kampusz
  - Japán Női Egyetem
  - Sóva Zenei Egyetem
  - Den-en Csofu Egyetem - Aszo Részleg
  - Japán Orvosi Iskola
  - St. Marianna University, School of Medicine - Mijamae
  - Japán Filmművészeti Iskola
  - Tokyo City University - Aszo Részleg

- Jokohama
  - Tokyo Institute of Technology - Suzukakedai
  - Tokyo University of the Arts - Naka Részleg
  - Yokohama National University - Hodogaja
  - Yokohama City University - Kanazava Részleg
  - Kanagawa University - Kanagava Részleg
  - Kanto Gakuin University - Kanazava Részleg
  - Toin University of Yokohama - Aoba Részleg
  - Tsurumi University - Curumi Részleg
  - Yokohama College of Commerce - Curumi Részleg
  - Yokohama College of Pharmacy - Tocuka Részleg
  - Keio University - Hijosi Kampusz
  - Tokyo City University - Cuzuki Részleg
  - Meiji Gakuin University - Tocuka Részleg
  - Nippon Sport Science University - Aoba Részleg
  - Toyo Eiwa University - Midori Részleg
  - Kokugakuin University - Tama Plaza
  - Senzoku Gakuen College of Music

- Sagamihara
  - Aoyama Gakuin University
  - Azabu University
  - Kitasato University
  - Sagami Women's University
  - Obirin University
  - Joshi University of Art and Design
  - Teikyo University

- Jokoszuka
  - Kanagawa Dental College
  - Kanagawa University of Human Services

- Hiracuka
  - Tokai University - Hiratsuka Kampusz
  - Shoin University - Hiratsuka Kampusz
  - Kanagawa University

- Iszehara
  - Tokai University - Isehara Kampusz
  - Sanno University

- Odavara
  - Kanto Gakuin University - Odavara Kampusz
  - International University of Health and Welfare

- Chigaszaki
  - Bunkyo University - Chigaszaki Kampusz

- Acugi
  - Shoin University
  - Tokyo University of Agriculture - Acugi Kampusz
  - Kanagawa Institute of Technology
  - Tokyo Polytechnic University - Acugi Kampusz